# James Glimm
James Glimm   (Peoria, 24 de març de 1934) és un matemàtic estatunidenc.

## Vida i Obra
Tot i haver nascut a Illinois, Glimm va passar la seva infància i adolescència a Westfield (Nova Jersey), molt a prop de Nova York. El 1952 va ingressar a l'escola d'enginyeria de la Universitat de Colúmbia en la qual es va graduar el 1956. Va continuar estudis de postgrau a la mateixa universitat fins que va obtenir el doctorat en matemàtiques el 1959, defensant una tesi sobre àlgebres d'operadors dirigida per Richard Kadison.
El curs següent va obtenir una beca nacional per estar un any a l'Institut d'Estudis Avançats de Princeton i el 1960 va començar la seva carrera acadèmica a l'Institut de Tecnologia de Massachusetts. El 1968 va ser nomenat professor de l'Institut Courant de la universitat de Nova York. El 1974 va passar a la universitat Rockefeller però el 1982 va tornar a l'Institut Courant. Finalment, el 1989 va passar a ser professor de la universitat de Stony Brook. A més, des de 1999 és assessor del Brookhaven National Laboratory. El bienni 2007-8 va ser president de la Societat Americana de Matemàtiques.
Glimm ha fet recerca tan en matemàtiques pures com aplicades. Els camps de treball on ha fet aportacions més notables han estat la mecànica de fluids, la teoria quàntica, la mecànica estadística, les lleis de conservació i l'àlgebra d'operadors.